# Epinephelus rivulatus
Cá mú/song vảy trắng, còn được gọi là cá mú kè, danh pháp khoa học là Epinephelus rivulatus, là một loài cá biển thuộc chi Epinephelus trong họ Cá mú. Loài cá này được mô tả lần đầu tiên vào năm 1830.

## Từ nguyên
Tính từ định danh của loài cá này, rivulatus, trong tiếng Latinh có nghĩa là "gợn sóng", ám chỉ các dải sọc màu nâu sẫm ở hai bên cơ thể của chúng.

## Phạm vi phân bố và môi trường sống

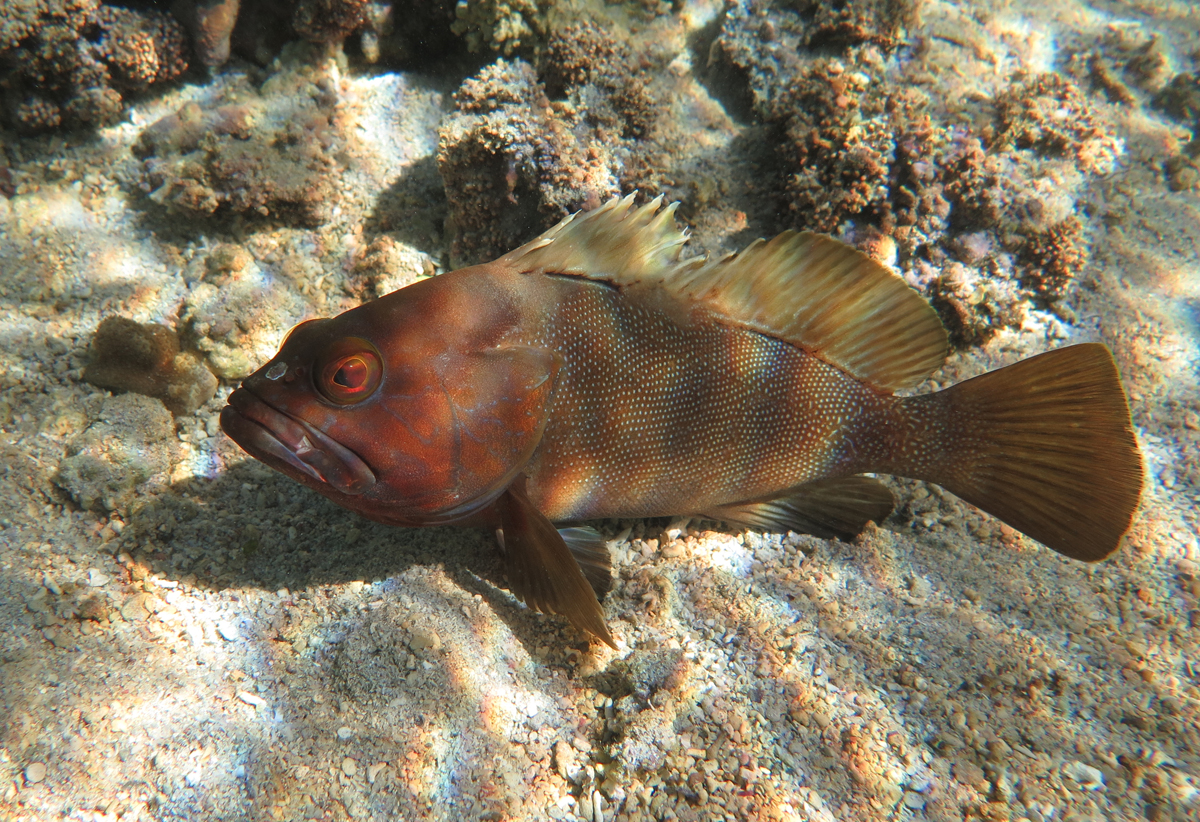
E. rivulatus trưởng thành (ngoài khơi Réunion)

E. rivulatus có phạm vi phân bố rộng rãi ở vùng biển Ấn Độ Dương - Thái Bình Dương. Ở Ấn Độ Dương, loài này được ghi nhận từ vùng biển phía nam bán đảo Ả Rập (ngoài khơi Oman và Yemen) trải dài theo vùng bờ biển Đông Phi, bao gồm Madagascar và một số đảo quốc (Mauritius và Seychelles), bãi ngầm xung quanh, xa hơn ở phía đông là Chagos; ở Tây Thái Bình Dương, E. rivulatus được ghi nhận từ vùng biển Việt Nam ngược lên phía bắc, trải dài dọc theo bờ biển Trung Quốc đến đảo Đài Loan, giới hạn ở phía bắc đến quần đảo Ogasawara (Nhật Bản); về phía nam trải dài đến Philippines, các nhóm đảo phía nam Indonesia, Đông Papua New Guinea trải dài xuống bờ biển phía đông Úc (từ bang Queensland đến bang New South Wales), bao gồm cả đảo Lord Howe và đảo Norfolk, New Caledonia, Tonga và New Zealand (phía bắc đảo Bắc).
Năm 2020, trong một lần xem lại đoạn phim tài liệu thô đã được một đội ngũ làm truyền hình quay tại vùng biển thuộc quần đảo Kermadec (New Zealand) vào năm 2015, các nhà khoa học đã vô tình phát hiện ra ba loài cá mà trước đây được cho là không sống trong khu vực này, là E. rivulatus, cá dọn vệ sinh Labroides dimidiatus và cá bướm Chaetodon mertensii. Việc phát hiện này đã mở rộng phạm vi phân bố của cả ba loài về phía nam.
E. rivulatus sống gần các rạn san hô và bãi ngầm, nơi có đáy là đá, thảm cỏ biển hay tảo, ở độ sâu đến 150 m, nhưng thường được quan sát ở vùng nước nông hơn 30 m.

## Mô tả
Chiều dài cơ thể tối đa được ghi nhận ở E. rivulatus là 45 cm. E. rivulatus là một loài lưỡng tính tiền nữ (protogynous hermaphroditism).
Cơ thể có màu nâu đỏ hoặc màu nâu lục với các chấm trắng hoặc xanh lam nhạt trên mỗi vảy. Có 6 dải sọc màu nâu sẫm ở hai bên cơ thể (dải đầu tiên nằm trên gáy, dải cuối cùng nằm trên cuống đuôi). Gốc vây ngực có một đốm màu đỏ nâu hoặc đỏ sẫm. Chóp các tia và gai vây lưng có màu vàng. Vây đuôi bo tròn. Những quần thể E. rivulatus ở Tây Thái Bình Dương có các dải nâu trên đầu, trong khi quần thể đồng loại ở Ấn Độ Dương lại có những chấm vạch màu xanh lam trên đầu.
Số gai ở vây lưng: 11; Số tia vây mềm ở vây lưng: 16 - 18; Số gai ở vây hậu môn: 3; Số tia vây mềm ở vây hậu môn: 8; Số tia vây mềm ở vây ngực: 17 - 19; Số vảy đường bên: 48 - 53.

## Sinh thái
Thức ăn của E. rivulatus là các loài cá nhỏ hơn và động vật giáp xác. Chúng sống đơn độc, nhưng khi bước vào giai đoạn sinh sản, chúng sẽ hợp thành nhóm.
E. rivulatus là vật chủ của loài ký sinh Pseudorhabdosynochus inversus, một loài sống ở mang của chúng.

## Đánh bắt
E. rivulatus được đánh bắt nhằm mục đích thương mại và giải trí ở Tây Úc và Nam Phi.